# Холмогорский Успенский монастырь
Холмогорский Успенский монастырь — бывший православный женский монастырь, располагавшийся в Холмогорах близ Спасо-Преображенского городского собора.

## История
Время его основания неизвестно с точностью, так как не сохранилось об этом никаких ни письменных, ни устных известий.
В 1687 году епископ Архангельский Афанасий (Любимов) перенёс этот монастырь за 5 вёрст от города в посад Курцово. Здесь монастырь несколько раз горел и вновь восстановлялся. В 1786 году по Высочайшему повелению монастырь был сначала упразднён, а в 1798 году вновь восстановлен и переведён в Холмогоры в бывший архиерейский дом.

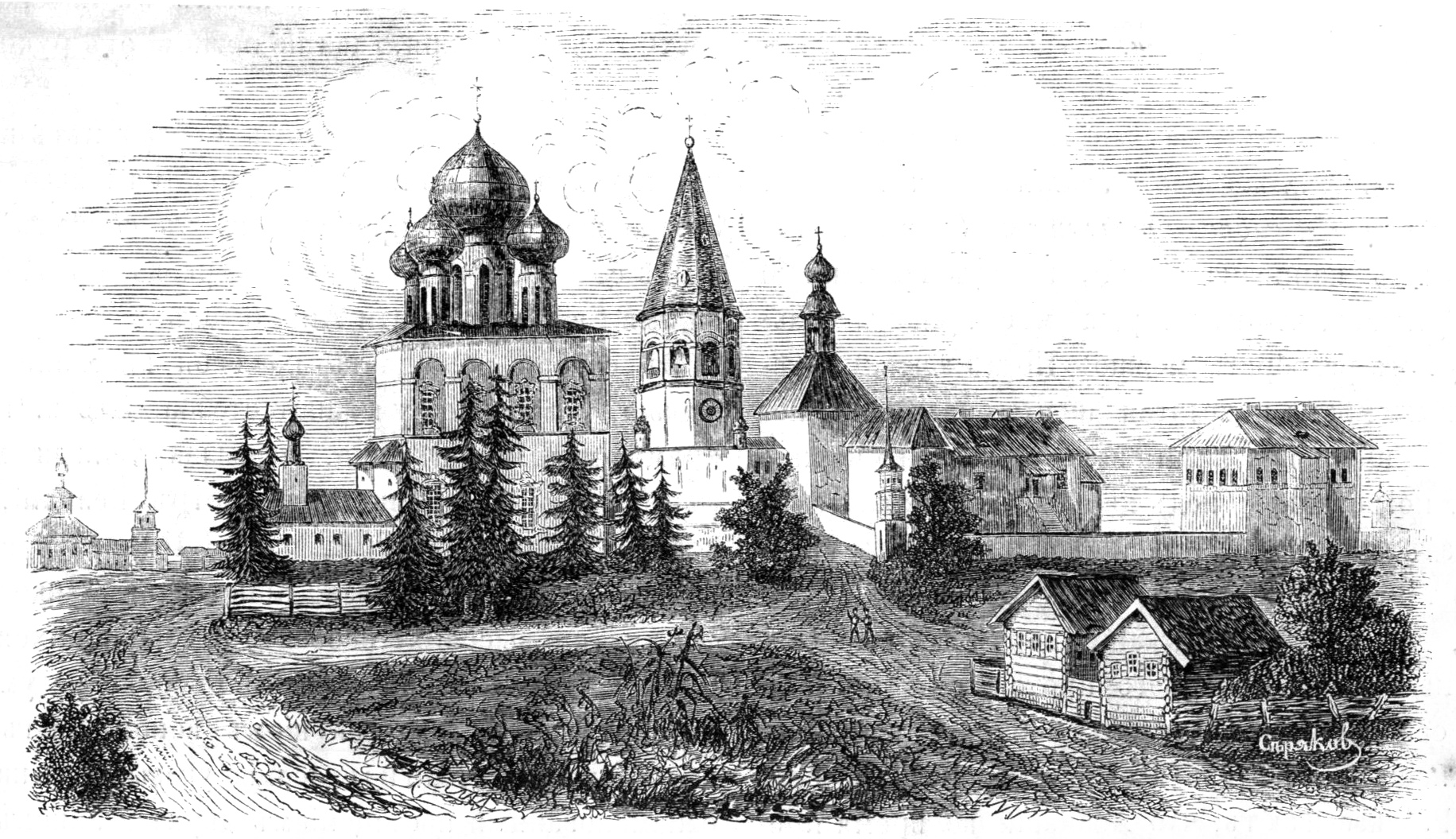
Спасо-Преображенский собор и Успенский монастырь. Рисунок из книги 1874 года

Этот архиерейский дом в историческом отношении замечателен тем, что в нём долгое время жил и умер герцог Брауншвейгский Антон Ульрих, сосланный сюда с женой бывшей регентшей Анной Леопольдовной и детьми в 1744 году в царствование императрицы Елизаветы Петровны. Здесь у него родились ещё дети.
Управляла обителью игуменья. При монастыре было два храма: один в честь Успения Пресвятой Богородицы с двумя приделами (Николая Чудотворца и Тихвинской иконы Божией Матери); второй храм — в честь Святого Духа. Дважды в году здесь совершались крестные ходы: первый 15 августа и второй — в четвёртое воскресенье Великого поста, когда отправлялась из Холмогор в Красногорский монастырь Грузинская икона Божией Матери.
К началу XX века являлся одним из крупнейших монастырей епархии. Закрыт и осквернён в 1920 году: занят под тюрьму, потом передан под совхоз. Согласно свидетельству очевидцев, в Холмогорском лагере были расстреляны тысячи заключённых. Большая часть построек сохранилась, занята жильём, племзаводом и др.
С августа 2017 года на базе прихода открыто архиерейское подворье Спасо-Преображенского собора села Холмогоры, в состав которого вошли Спасо-Преображенский собор, храм Двенадцати апостолов, храм во имя Святого Духа и в честь святителя Николая Мирликийского Чудотворца, а также территория бывшего Успенского женского монастыря.